# Romi Spada
Romi Spada (fl. XX secolo) è stato un bobbista svizzero.

## Biografia
Viene ricordato come vincitore di una medaglia d'argento nella sua disciplina, ottenuta ai campionati mondiali del 1950 (edizione tenutasi a Cortina d'Ampezzo, Italia) insieme ai suoi connazionali Fritz Feierabend, Albert Madörin e Stephan Waser
Totalizzarono un tempo inferiore rispetto a quella statunitense a cui andò la medaglia d'oro.